# Farming Simulator
Farming Simulator (Duits: Landwirtschafts-Simulator) is een computerspelserie, ontwikkeld door Giants Software waarin de speler een boerderij runt. Door geld te verdienen met het telen, oogsten en verkopen van gewassen, kan de speler nieuwe machines kopen, wat meer geld oplevert.

## Spelverloop
De speler is de eigenaar van een boerderij, waarbij de boer ervoor moet zorgen dat er geld in het laatje komt. Daarvoor moet de speler zaaien met een zaaimachine en later de oogst zien te verkopen. De speler kan gebruik maken van mest of water om de oogst te vergroten. Als het goed gaat, kan de speler na een tijdje het land oogsten met een maaidorser.
Ook kan de speler dieren zoals kippen of koeien kopen en verzorgen. De melk die de koe geeft kan uiteindelijk worden verkocht op een verkooppunt. De speler kan ook opdrachten krijgen tijdens het spelen en daar geld voor krijgen als deze opdrachten volbracht zijn.

## Spellen
Van 2008 tot en met 2023 kwam jaarlijks een nieuw spel uit, met uitzondering van 2010 en 2021.

### PC en console

#### Farming Simulator 2008
Farming Simulator 2008 werd uitgebracht op 14 april 2008 als de eerste officiële release van de Farming Simulator-gameserie.

#### Farming Simulator 2009
Farming Simulator 2009 is de tweede game in de serie. De game bevatte veel nieuwe functies, zoals nieuwe gewassoorten (maïs, koolzaad en gerst), ondersteuning voor mods en veel meer machines. De game had dezelfde kaart als in 2008, maar dan geremasterd.

#### Farming Simulator 2011
Dit is de derde game in de serie en de eerste met een multiplayermodus. Deze werd aanzienlijk uitgebreid met de introductie van een nieuwe kaart. Machines van Deutz-Fahr, Pöttinger en Horsch werden toegevoegd (ook te zien in de FS 2009 Gold Edition). Koeien werden ook aan deze titel toegevoegd.

#### Farming Simulator 2013
De eerste release van Farming Simulator 2013 was op 26 oktober 2012. In 2013 verscheen er een versie voor de PlayStation Vita, PlayStation 3 en Xbox 360, bekend als Farming Simulator.Bijna een jaar na de pc-release kreeg het spel een grote update en heruitgave onder de titel Farming Simulator 2013 Titanium Edition, op 10 oktober 2013. Het bevat alle eerdere elementen van de eerste versie, met nieuwe content van een Amerikaanse omgeving in de vorm van een kaart genaamd "Westbridge Hills" en nieuwe voertuigen.[5] Nieuwe content werd ook uitgebracht als DLC-add-ons voor spelers met de originele versie van de game.

#### Farming Simulator 15
Farming Simulator 15 werd uitgebracht voor Windows en Mac OS op 30 oktober 2014. Deze versie introduceerde bosbouw, wasbare voertuigen en 41 merken. Ongeveer 140 stuks uitrusting zijn beschikbaar in de basisgame en 160 in het Gold Edition DLC-pakket. Farming Simulator 15 werd uitgebracht voor consoles op 19 mei 2015.

#### Farming Simulator 17
Farming Simulator 17 werd op 25 oktober 2016 uitgebracht voor pc, Mac, PlayStation 4, Xbox One en Nintendo Switch. Onder andere de merken Challenger, Fendt (teruggekeerd sinds 2009), Massey Ferguson en Valtra zitten in deze versie. Verder werden onder andere de koeborstels van Lely gepromoot. In totaal kwamen er 75 merken en 250 voertuigen in het spel. Er waren twee extra vruchtsoorten om te planten en te oogsten opgenomen, namelijk zonnebloemen en sojabonen. Als nieuwe diersoort werd het varken toegevoegd. Nieuw was ook de mogelijkheid om te werken voor andere landbouwers. De speler kan op verschillende wijzen de opbrengst van gewassen verhogen, zoals door te ploegen, wieden of groenbemester te zaaien. Andere toevoegingen zijn onder andere rijdende treinen en een in-game radio. Op 14 november 2017 werd een nieuwe uitbreiding uitgebracht voor alle platformen. Deze voegde een nieuwe kaart, de teelt van suikerriet en nieuwe voertuigen en gereedschappen toe. Dit werd de platina-uitbreiding genoemd en is gratis bij de seizoenspas, die ook beschikbaar is voor alle platformen.

##### Farming Simulator Nintendo Switch Edition
Farming Simulator Nintendo Switch Edition werd uitgebracht op 7 november 2017. Het is een port van Farming Simulator 17 met dezelfde kaarten, voertuigen, enz. Er is geen DLC uitgebracht voor deze titel.

#### Farming Simulator 19
Farming Simulator 19 werd uitgebracht op 20 november 2018. Enkele belangrijke nieuwe features zijn onder andere een vernieuwde grafische engine en de toevoeging van paardenhouderij, haver- en katoengewassen. De game bevat voor het eerst ook John Deere-machines, evenals Komatsu, Rau, Wilson-trailers en meer.  De geluiden van de trekkers en andere werktuigen werden realistischer gemaakt. Farming Simulator 19 heeft ook een Platinum-uitbreiding met 37 Claas-machines (of 41 indien gepre-orderd). De zesde DLC is de Kverneland & Vicon DLC, die 20 machines van Kverneland en Vicon bevat, zoals de FastBale; een non-stop rondebalenpers-wikkelaar. De zevende DLC, Alpine Farming, werd uitgebracht op 12 november 2020. Deze bevat een nieuwe kaart, genaamd 'Erlengrat', nieuwe gelicentieerde machines, waaronder AEBI en Rigitrac, en de terugkeer van Bührer. Farming Simulator 19: Ambassador Edition, met de basisgame, twee uitbreidingen en zes DLC, werd aangekondigd voor de pc, PlayStation 4 en Xbox One op 21 juni 2022.

##### Farming Simulator C64 Edition
Uitgebracht samen met Farming Simulator 19 als een Collector's Edition-bonus voor de pc-versie.

#### Farming Simulator 22
Farming Simulator 22 werd uitgebracht op 22 november 2021 en was het eerste spel dat door de ontwikkelaar zelf werd uitgebracht. Het bevat een seizoenscyclus, versnellingswisselingen, productieketens voor geoogste gewassen en veeteeltproducten, nieuwe gewassen in de vorm van druiven, olijven en sorghum, en meer dan 400 voertuigen en werktuigen. Ook nieuw is de compatibiliteit met DirectX 12, parallax occlusion mapping, occlusion culling, texture streaming en temporal anti-aliasing. Op 15 november 2022 werd de Platinum-uitbreiding uitgebracht. Deze bevat een nieuwe kaart met bosbouwthema, "Silverrun Forest", en 40 nieuwe machines (voornamelijk van het merk Volvo BM), waarvan de meeste bestemd zijn voor bosbouw. Ook worden boommarkering en nieuwe methoden voor het transport van boomstammen geïntroduceerd, waaronder containers, lieren en silo's. Een tweede belangrijke uitbreiding werd uitgebracht op 14 november 2023. Het bevat een nieuwe kaart van Centraal-Europa genaamd 'Zielonka' en nieuwe gewassen: wortelen, pastinaken en rode bieten. De uitbreiding omvat ook nieuwe fabrieken en productieketens, meer dan 35 nieuwe en gespecialiseerde machines van 15 merken, waarvan er 4 nieuw zijn in de serie: Dewulf, Gorenc, Agrio en WIFO.

#### Farming Simulator 25
Farming Simulator 25 werd uitgebracht op 12 november 2024. Het bevat de nieuwe Giants Engine 10 met betere weerseffecten en schaduwrendering. Ook nieuw is de buffelteelt en nieuwe gewassen in de vorm van rijst, spinazie en meer dan 400 voertuigen en werktuigen. Voor het eerst wordt er naast de gebruikelijke kaarten voor de VS en Europa ook een kaart met een Aziatisch thema meegeleverd.

##### Farming Simulator 16-bits editie
Uitgebracht samen met Farming Simulator 25 als een Collector's Edition-bonus voor de pc-versie.

### Mobiel

#### Farming Simulator 2012
Farming Simulator 2012 werd in 2012 uitgebracht voor de Nintendo 3DS, iOS en Android. De 3DS-versie ondersteunde ook 3D-graphics.

#### Farming Simulator 14
Farming Simulator 14 werd op 18 november 2013 uitgebracht voor iOS, Android, Nintendo 3DS, Windows Phone en PlayStation Vita, en biedt een meer verfijnde en meer casual game-ervaring op mobiele platforms dan zijn voorgangers. Er zijn 10-20 merken in de game.

#### Farming Simulator 16
Farming Simulator 16 werd op 8 mei 2015 uitgebracht voor iOS, Android, Windows Phone en PlayStation Vita. Interessant genoeg werd de game in november 2023 geüpdatet met een John Deere 7230 R-tractor, ondanks dat het merk pas in 2018 in de franchise zat met Farming Simulator 19.

#### Farming Simulator 18
De game werd aangekondigd voor de Nintendo 3DS, iOS, Android en PlayStation Vita. De game verscheen op 6 juni 2017. De game bevat in totaal 28 bestuurbare voertuigen en 48 stukken gereedschap. De game bevat een kaart die de Amerikaanse woestijn/graslanden voorstelt.

#### Farming Simulator 20
De game verscheen op 3 december 2019 voor iOS en Android. De game bevat in totaal 25 bestuurbare voertuigen en 91 stukken gereedschap. Hoewel Farming Simulator 20 meer voertuigen en gereedschappen bevat, ontbreken er veel functies zoals hout en voorladers. In tegenstelling tot recente versies bevat Farming Simulator 20 nieuwe functies zoals gevarieerd terrein, voertuigvering, first-person perspectief, de mogelijkheid om rond te lopen, verschillende nieuwe winstgevende gewassen, vee, een verbeterde economie en een gloednieuwe rendering-engine die lijkt op die van Farming Simulator 19.

#### Farming Simulator 23
Farming Simulator 23 werd op 23 mei 2023 uitgebracht voor iOS/Android en Nintendo Switch. De game bevat 100 voer- en werktuigen, 130 op de Nintendo Switch. Net als Farming Simulator 22 introduceert het onkruidbestrijding, productieketens en nieuwe gewassen: druiven, olijven en sorghum. Het is ook de eerste mobiele versie met kippen.

## Mods
In de Farming Simulator-spellen voor de pc, Playstation 4 en Xbox One is het mogelijk om mods te downloaden. Deze mods kunnen bestaan uit nieuwe voertuigen, boerderijen of werelden om in te spelen. Meestal zijn ze ontwikkeld door spelers zelf, maar soms ook door het officiële 'modteam'. Mods zijn gratis, maar de ontwikkelaar kan wel een vrijwillige bijdrage vragen.